# Церковь Покрова Пресвятой Богородицы (Никольская)
Церковь Покрова Пресвятой Богородицы (Покровская церковь) — православный храм в слободе Никольская Миллеровского района Ростовской области; Шахтинская и Миллеровская епархия, Миллеровское благочиние.

## История
Храм, который в настоящее время стоит в слободе Никольской, был освящён В честь Покрова Божией Матери в 1855 году; а посёлок Свинной, как первоначально называлась слобода, получил по имени церкви новое название — Николо-Покровская слобода.
Дочь донского атамана Степана Ефремова — помещица Меланья Степановна Кутейникова (жена генерал-майора Степана Степановича Кутейникова) — в январе 1848 года обратилась с прошением к архиепископу Донскому и Новочеркасскому Иоанну о постройке этой церкви, так как ближайший к слободе храм находился в 14 верстах в слободе Криворожье. Сначала в Никольской был построен молитвенный дом. Первый камень новой церкви был заложен через пять лет, а 31 декабря 1855 года она была освящена (в январе 1856 года по новому стилю). Позже вокруг его двора была построена каменная ограда, а ещё через тридцать при церкви заработала церковно-приходская школа. Только в 1887 году была построена деревянная колокольня. Свой вклад в строительство церкви внесла и старшая сестра Меланьи Степановны — Мария Степановна Вольховская, владевшая землёй на другом берегу реки Калитвы.
Судьба церкви Покрова Пресвятой Богородицы ожидала участь многих православных храмов, возведённых на Дону — в конце 1930-х годов её закрыли, в годы Великой Отечественной войны (1944) снова открыли и проработала она до 1962 года, когда поднялась новая волна хрущёвских гонений на церковь. Храм был закрыт, его здание передано совхозу «Курский», хранившему в нём зерно и сено. В 1981 году здание церкви осталось без хозяина и стало приходить в запустение.
За восстановление Покровской церкви жители Никольской слободы взялись после распада СССР. В октябре 1995 года на их сходе было принято решение создать молитвенный дом, под который властями был отдано здание бывших детского сада, затем интерната и общежития. В апреле 1996 года здание было окончательно переоборудовано в молитвенный дом. Затем началось восстановление старой церкви. Все строительные работы были закончены в начале 2005 года, и в марте этого же года приход слободы Никольской был преобразован в подворье Свято-Покровского монастыря, находящегося в селе Верхнемакеевка соседнего Кашарского района. В следующие годы обустраивались внутренние помещения храма.
Настоятель Покровского храма — иеромонах Димитрий (Королев), клирик — иерей Георгий Лукащук.